# لاشا بكوري
لاشا بكوري (مواليد 26 يوليو 2000) هو لاعب جودو جورجي، حصل على الميدالية الذهبية في وزن 90 ك في أولمبياد 2020.